# Helmut Fritz
Helmut Fritz, pseudonimo di Éric Greff (Béning-lès-Saint-Avold, 1975), è un cantante francese.
Ha raggiunto il successo in Francia nel 2009 con il singolo Ça m'énerve, che ha raggiunto il vertice della classifica francese.

## Biografia
Ha debuttato nel 2009, con il singolo Ça m'énerve, nel quale descrive la vita di un cantante tedesco che visita la Francia. Il singolo è stato realizzato nel marzo 2009, prodotto da Laurent Konrad, raggiunge presto la posizione numero uno nella classifica francese ed è stato estratto dal suo primo album En Observation. Successo in patria ha avuto anche il suo secondo brano, Miss France, che descrive il noto concorso di bellezza femminile francese e che ha raggiunto la settima posizione della classifica. En Observation è stato pubblicato il 22 giugno 2009, disponibile su internet dal 15 dello stesso mese.
Dopo la pubblicazione del disco è uscito anche un terzo singolo, Ça gère, quattordicesimo nella classifica francese dei singoli.
I suoi lavori sono pubblicati dalla Sony Music, con la quale è sotto contratto.

## Discografia

### Album
- 2009 - En Observation

### Singoli
- 2009 - Ça m'énerve
- 2009 - Miss France
- 2010 - Ça gère
- 2012 - Les filles